# Dumar Kachhar
Dumar Kachhar é uma vila no distrito de Shahdol, no estado indiano de Madhya Pradesh.

## Demografia
Segundo o censo de 2001, Dumar Kachhar tinha uma população de 9730 habitantes. Os indivíduos do sexo masculino constituem 54% da população e os do sexo feminino 46%. Dumar Kachhar tem uma taxa de literacia de 67%, superior à média nacional de 59,5%: a literacia no sexo masculino é de 76% e no sexo feminino é de 57%. Em Dumar Kachhar, 13% da população está abaixo dos 6 anos de idade.